# Vorschussbetrug
„Vorschussbetrug“ ist die kriminologische Bezeichnung für eine Unterart des Betrugs in Deutschland (§ 263 StGB) und in Österreich (§ 146 ff. StGB). Die Empfänger werden unter Vorspiegelung falscher Tatsachen (vgl. Social Engineering) dazu bewogen, an Schneeballsystemen teilzunehmen oder in Erwartung zugesagter Vermittlungsprovisionen gegenüber den Absendern (den Betrügern) finanziell in Vorleistung zu treten. Dem Opfer wird zunächst glaubhaft gemacht, ein enormes Vermögen verdienen zu können. Auf diese Gegenleistung des Geschäfts – Geld oder Waren – wartet der Vorschussleistende vergeblich, weil eine Gegenleistung von Anfang an nicht beabsichtigt war.
Potentielle Opfer werden zu diesem Zweck heute oft in sozialen Medien durch Nachrichten oder Gruppeneinladungen angelockt oder mit Massen-E-Mails („Spam“) kontaktiert. Früher war auch der Massen-Fax-Versand verbreitet. Auch normale Post-Briefe oder Telefonanrufe finden zur Kontaktaufnahme weiterhin Verwendung.

## Geschichte
Vorschussbetrug ist im Englischen unter dem Begriff Spanish Prisoner, im Französischen unter Lettre de Jérusalem bekannt.
In den 1950er und 60er Jahren, als ein allgemeiner Arbeitskräftemangel herrschte, war die besondere Form des Lohnvorschussbetrugs recht verbreitet, bei der sich Betrüger auf eine Stellenanzeige meldeten und den künftigen Arbeitgeber um Zahlung eines Vorschusses auf den Lohn baten, etwa zur Finanzierung des notwendigen Umzugs. Nach Erhalt dieses Vorschusses meldeten sie sich nicht mehr.
Ein Massenphänomen wurde der Vorschussbetrug mit der zunehmenden Verbreitung von Faxgeräten Mitte der 1980er Jahre, als vor allem nigerianische Banden in hunderttausenden von Faxen (und später in E-Mails) potentiellen Opfern in oft fehlerhaftem Englisch hohe Gewinne versprachen. Daher wird diese Art des Betruges inzwischen auch four-one-niner oder 419 scam (nach dem relevanten § 419 des nigerianischen Strafgesetzbuchs, der sich mit dieser Straftat vor Erlass der Vorauszahlungsverordnung Nr. 13 im Jahre 1995 befasste) oder aber auch Nigerianischer Brief (Nigeria-Connection) genannt.

## Methodik
Das System dieser Betrügerei zielt darauf ab, das Opfer zu einer Zahlung für verschiedene fiktive Kosten zu veranlassen, z. B. für einen Rechtsanwalt, damit der Geldtransfer abgeschlossen werden kann, oder als sogenannte Aktivierungsgebühr für angeblich ruhende Konten. Dem deutschen Bundeskriminalamt zufolge handelt es sich um einen schematischen Tatablauf: Bekundet jemand sein Interesse an dem angebotenen „Geschäft“ und antwortet auf das Angebot per E-Mail, erhält er per Telefax zahlreiche offiziell aussehende Schreiben, etwa der „Central Bank of Nigeria CBN“, der „Nigerian National Petroleum Corporation NNPC“ oder anderen fiktiven oder tatsächlichen Behörden oder Banken, wo er als Empfänger einer hohen Summe eingetragen ist. Die angebliche Freigabe der Gelder wird anschließend durch unterschiedliche fiktive Behörden wie „The Presidency – Debt Reconciliation Committee“, „The Foreign Payment Office“, „Debt Management Department“, „Office of the Accountant General“, „Federal Inland Revenue Service“, „Central Bank of Nigeria – Department of Foreign Operation“, „Fund Release Authority“, „International Fund Remittance“ u. ä. bestätigt.
Vor der Auszahlung werden jedoch in allen Fällen Provisions-, Verwaltungs- oder Versicherungsgebühren fällig, die von dem „Geschäftspartner“ gefordert werden. Hat dieser dann Vorauszahlungen geleistet, verzögert sich die Auszahlung des Millionenbetrages immer wieder wegen unterschiedlichster „Schwierigkeiten“, die nur durch Zahlung weiterer Beträge beseitigt werden können. Nicht selten werden zur Übergabe des Geldes persönliche Treffen im europäischen Ausland (bevorzugt London, Amsterdam und Madrid) arrangiert.
Bei den Opfern dieses Betrugs ist häufig eskalierendes Commitment zu beobachten. Dieser Effekt tritt ein, wenn es gelingt, dem Opfer schon früh größere Geldsummen abzunehmen. Das Opfer neigt dann eher dazu, den – nüchtern betrachtet – bereits verlorenen Geldbetrag als „Investition“ fehlzuinterpretieren, so dass die Bereitschaft, noch größere Beträge einzuspeisen, eher ansteigt, als abnimmt. Während die Anwender dieser Methode anfangs noch eher kleine Geldbeträge von wenigen hundert Euro gefordert hatten, gingen sie daher schließlich dazu über, sehr hohe „Einsätze“ zu verlangen und bei zahlenden Opfern weitere Nachzahlungen zu fordern, da diesen sehr häufig auch nachgekommen wurde. Schließlich kamen existenzgefährdende Beträge zusammen.
Neben Nigeria sind in den letzten Jahren viele weitere Staaten als Absenderländer bekannt geworden. Die angebliche Herkunft der Gelder reicht von unterschlagenem Firmenvermögen über unverhofft aufgetauchte Familienschätze, Kriegsbeute, Lotterie- oder Gewinnspiele bis hin zu angeblichen Erbschaften nach plötzlichen Todesfällen.
Obwohl die Geschichten, die in den Betrugsbriefen erzählt werden, häufig fantastisch und unglaubwürdig sind, fallen immer wieder einzelne leichtgläubige Personen und sogar staatliche Stellen auf diese Masche herein. So zahlte die Stadt Ennigerloh 2001 einem Sozialhilfeempfänger 145.000 €. Er hatte den Bürgermeister durch einschlägige Dokumente von einem angeblich in Afrika festsitzenden Vermögen von 34 Mio. € überzeugt und versprochen, nahezu den doppelten Betrag des Vorschusses an die Stadt zurückzuzahlen, sobald er an sein Geld gekommen sei. In der Folge dieser Vorkommnisse verlor der Bürgermeister sein Amt und musste sich wegen Veruntreuung öffentlicher Gelder vor Gericht verantworten.

## Gefahren
Neben Geld, das man beim Betrug als Vorschussleistung entrichtet und verliert, besteht auch die Gefahr, sich schwerwiegend strafbar zu machen. Manche Betrüger geben vor, dass man aus abstrusen Gründen Geldsummen über ein Zwischenkonto des Betrogenen transferieren müsse, und der Betrogene wird dafür mit einer Provision belohnt. Tatsächlich handelt es sich dabei meistens um Geldwäsche.
Das transferierte Geld stammt aus den Gewinnen krimineller Organisationen, vor allem Rauschgifthandel. Daher wird der Tatbestand der Geldwäsche hart bestraft. In der Regel ist mit Haftstrafen zu rechnen, wodurch der Schaden weit höher ausfallen kann als der Verlust aller Ersparnisse.
Manche Betrugsopfer nehmen zudem gutgläubig Kredite auf oder leisten eine Bürgschaft, die sie, wenn sie später daraus in Anspruch genommen werden, nur durch jahrelange Ratenzahlungen abbezahlen können. In Einzelfällen beschaffen sie sich auch größere Summen durch Betrug oder aus dem Bekanntenkreis.

## Bekannte Formen
Einige verbreitete Formen des Vorschussbetruges sind unter eigenen Bezeichnungen bekannt und werden in den folgenden Abschnitten beschrieben.

### Nigeria-Scam
Ein bekannter und typischer Vertreter dieser Spielart ist der sogenannte Nigeria-Scam. Hier behaupten die Absender, Kenntnisse von Konten ehemaliger Machthaber oder Großkonzerne in Entwicklungsländern zu besitzen und nun die Hilfe des Mailempfängers zu benötigen, um die Millionensummen ins Ausland zu transferieren. Die dafür in Aussicht gestellten Provisionen im zweistelligen Prozentbereich locken die Opfer, im Vorfeld Gelder – vorgeblich für Gebühren, Bestechungen etc. – zu bezahlen. Oftmals werden täuschend echt gestaltete Webseiten erstellt, die denen von Behörden und Banken sehr ähnlich sehen und von der Seriosität des Angebots überzeugen sollen. Auch unverhoffte Lotteriegewinne, die eingelöst werden müssen, und Treuhandbetrug (mit Hilfe eigener Treuhänder) bei Online-Auktionshäusern gehören zum Repertoire der Nigeria-Scammer. Hierbei werden teure, meist elektronische Artikel erstanden, die dann ins Ausland verschickt werden sollen, und zur Zahlung soll ein vom Käufer ins Spiel gebrachter Treuhänder verwendet werden, der natürlich niemals Geld an den Verkäufer weiterleitet, nachdem die Ware verschickt wurde.
Es gibt auch angebliche Erbschaften aus dem westlichen Raum. Die Schriftstücke sind mit dem echten Logo einer Bank oder einer Behörde versehen. Die Anschreiben appellieren in mehrfacher Hinsicht an das humanitäre Gefühl der Adressaten: Oft in Christi Namen wird eine Erbschaft angekündigt, etliche Millionen Pfund, die der Empfänger zu einem Teil für sich verwenden dürfe, zu einem Teil für einen guten Zweck weiterleiten solle. Dadurch soll das Opfer Hoffnung auf eine sorglose Zukunft schöpfen und sich gleichzeitig als Wohltäter beweisen. Durch die geringere Gebühr, etwa 1.000 Euro, ist eine Einstandssumme gewählt worden, die möglicherweise leichter zum Risiko verlockt.
In diversen Foren, die sich mit diesem Thema beschäftigen, gibt es Hinweise, wie sich die Unseriosität dieser Angebote auf den zweiten Blick einfach erkennen lassen:
kleine Veränderungen bei den E-Mail-Adressen der Absender (die meist als seriöse Banken oder Behörden mit deren Logo, Fotos von leitenden Mitarbeitern und Telefonnummern auf dem entsprechenden Briefpapier auftauchen) oder ein zweifelhafter Weg für das Geld (über eine bestimmte Bank im Inland an eine große ausländische Bank zugunsten eines Empfängers, ohne Angabe einer Kontonummer), das zu zahlen ist, um die Erbschaft amtlich zu regeln und auszahlen zu können.
Die Opfer dieser Betrügereien werden von den Betrügern als „Mugu“ bezeichnet, das Wort für „Vollidiot“ im nigerianischen Pidgin.
2013 wurden erstmals Kontaktaufnahmeversuche einer Nigeria-Connection über Dienste wie Skype oder Facebook beobachtet.

### Internet Love Scam
Hier handelt es sich um eine Art von Vorschussbetrug mittels einer fiktiven Liebesgeschichte mit Hilfe von E-Mail und Chatsystem (Bridescam für Verlobungen, die aus Sicht einer Beteiligten von Anfang an nicht stattfinden sollen). Ausländische Betrüger nehmen in einer Singlebörse oder auch in sozialen Netzwerken Kontakt auf und suggerieren ihren Opfern, sie hätten sich verliebt. Die Täter geben sich z. B. als Ingenieure auf Ölplattformen, als Ärzte für die US-Army oder als amerikanische Soldaten im Auslandseinsatz aus, welche aufgrund dieser Tätigkeit derzeit nicht an ihr privates Geld gelangen. Da bei manchen Portalen, etwa Facebook, durch die dortigen Kontrollmechanismen eine mögliche Blockierung droht, wird der oder die Angesprochene unter dem Vorwand der besseren Erreichbarkeit („Ich darf Facebook nicht im Dienst benutzen“) zum Wechsel auf einen anderen Messengerdienst (z. B. WhatsApp oder Google Hangouts) gedrängt. Mitunter werden auch gezielt falsche Profile in sozialen Netzwerken unter dem angeblichen Namen des Täters und mit (meist unerlaubt verwendeten) Fotos der gleichen Person verwendet, so dass das Opfer bei Überprüfung der Angaben einen vermeintlichen Beweis für die Richtigkeit der Erzählungen findet. 
Einige Dialoge später, worin es unverfänglich um Privates und Familie geht, garniert mit Komplimenten und Liebesbekundungen, bittet der Betrüger sein Opfer unter einem Vorwand um Geld:
- für das Internetcafé, weil der Betrüger sonst den Kontakt nicht aufrechterhalten könne
- für die Realisierung eines Treffens, z. B. einen Vorschuss für Flugticket, Visumsgebühren, BTA (Basic Travel Allowance), Pass
- für einen zur Realisierung des Treffens nötigen Freikauf von der Wehrpflicht oder für Urlaub, der von der Armee nur gegen Bezahlung/Kaution gewährt wird
- für einen (angeblichen) Krankenhausaufenthalt/Operation des Betrügers oder eines nahen Angehörigen
- für teure, lebenswichtige Medikamente für nahe Angehörige
- für Kosten, die nach einer (angeblichen) Festnahme des Betrügers in einem anderen Land entstanden seien
- als Hilfestellung nach einem (angeblichen) Überfall bei einer Geschäftsreise in einem anderen Land. „Bitte um einen Gefallen, da alles gestohlen wurde.“

Die Internetseite der Polizeien der Länder und des Bundes zur Kriminalprävention weist darauf hin, dass außerdem Einladungen nach Deutschland und Kopien von Ausweisen erbeten werden. Die Daten werden für Fälschungen von Pässen genutzt.

### Betrug beim Gebrauchtfahrzeugverkauf
Wer sein Kraftfahrzeug über Internetbörsen verkaufen will, erlebt oftmals ähnliches. Hier wird dem Verkäufer eine E-Mail geschickt, in der angekündigt wird, den geforderten Preis ohne weiteres zu zahlen, jedoch soll die Zahlung mittels Scheck erfolgen. Dieser ist jedoch auf eine höhere Summe als der Kaufpreis ausgestellt. Der Verkäufer soll dann den Scheck einlösen und den Differenzbetrag dem Abholer des Fahrzeugs mitgeben, um auf diese Weise den Transport des Fahrzeuges zu zahlen.
Oftmals erhält der Verkäufer auch zunächst Bargeld, wenn er den Scheck einlöst. Häufig stellt sich aber heraus, dass der Scheck nicht gedeckt ist, so dass alles zurückgebucht wird. In der Zwischenzeit ist in der Regel aber auch das zu verkaufende Fahrzeug schon abgeholt und ins Ausland verbracht worden. Eine Rückabwicklung des Geschäftes ist im Grunde unmöglich.

### Betrug beim Kraftfahrzeugkauf
Auch beim Kauf eines Kraftfahrzeugs ist Vorsicht geboten, insbesondere wenn Fahrzeuge erheblich unter Marktwert verkauft werden. Hierbei werden oft Gründe wie ein vorausgegangener Umzug nach England vorgeschoben, weswegen der Verkäufer mit der Linkslenkung nicht mehr zurechtkäme. Damit man sich nicht umsonst auf eine größere Reise begibt, bietet der Verkäufer an, dass man sich auf halber Fahrstrecke trifft. Als Nachweis, dass es beide Seiten ernst meinen, wird dann vorgeschlagen, Bargeld per Transfer „an sich selbst“, tatsächlich an die mitreisende Ehefrau oder einen Bekannten, zu senden und die Transferbelege per Mailanhang auszutauschen.
Der Täter benötigt von den Kopien nur die Transfernummer des Opfers und die Personalien des Mitreisenden. Mittels eines gefälschten Identitätsdokumentes und mit der bekannten Transfernummer kann er das Geld abholen, während das arglose Opfer noch auf dem Weg zum Treffpunkt ist. Der Transferbeleg des Täters ist dabei, wie alles andere auch, gefälscht. Die Täter horten elektronische Ausweiskopien und Annoncen, um diese in abgewandelter Form immer wieder in eigener Sache zu verwenden.

### Betrug beim Forderungseinzug/Unterhaltssachen
Diese Form des Vorschussbetrugs richtet sich (derzeit) vor allem an Rechtsanwälte. Es meldet sich die angebliche geschiedene Frau eines Deutschen mit der Bitte, die in der Scheidungsfolgenvereinbarung vereinbarte Summe einzutreiben (in der Regel mehrere hunderttausend Dollar), die sich der ehemalige Partner weigert zu zahlen. Wenig später meldet sich der angebliche Partner selbst aus dem Ausland mit einer Entschuldigung für die Unannehmlichkeiten und einem Auslandsscheck, den der deutsche Empfänger einlösen und das Geld dann an die angebliche Ex-Frau weiterleiten möge. Hier ist der Scheck meist eine sehr gute Totalfälschung, so dass das Geld zunächst in Deutschland gutgeschrieben und hierüber verfügt werden kann, jedoch später eine Rückbuchung erfolgt.

### Appartement-Scam
Bei dieser Form des Scams wird ein zur Vermietung stehendes Appartement, meist gut ausgestattet und in gehobener Wohnlage bei gleichzeitigem günstigen Mietpreis, als Lockvogel für Opfer auf Wohnungssuche benutzt. Als Vermieter tritt eine Person auf, die aufgrund beruflicher Umstände für mehrere Jahre im Ausland lebt und sich nun entschieden hat, die Wohnung in dieser Zeit zu vermieten. Wegen des Auslandsaufenthaltes sei keine persönliche Besichtigung oder Wohnungsübergabe möglich. Stattdessen wird vorgeschlagen, die erste Miete und Kaution auf ein Treuhandkonto zu überweisen, im Gegenzug erhält man den Wohnungsschlüssel per Post; dieses Verfahren wird beispielsweise als „TNT buyer protection“ beschrieben. Bei Nichtgefallen schickt man den Schlüssel zurück. Tatsächlich hat der Anbieter Zugriff auf das Geld ab Zustellung und wird davon umgehend Gebrauch machen.

### Anzahlung für Individualurlaub
Per Flugblatt oder einer anderen anonymen Werbeform bietet vorgeblich ein privat geführtes Hotel oder ein Vermieter von Ferienwohnungen in einer ausländischen Urlaubsregion Aufenthalte zu günstigen Preisen an, oft mit dem Hinweis, man spare so Kosten für Reisebüro und Pauschalreiseanbieter. Auf einer eigens eingerichteten Hotel-Webseite wird das fiktive Hotel vorgestellt und es können Zimmer gebucht werden. Für eine verbindliche Buchung wird die Anzahlung eines erheblichen Teils des Gesamtpreises auf das „Bankkonto des Hotels“ im Zielland verlangt.

### Gewinnversprechen
Per Telefon, E-Mail oder Briefpost
erhält das Opfer die Nachricht, einen Preis gewonnen zu haben. Zum Teil handelt es sich nur um eine Marketingmasche in einem Graubereich zwischen Legalität und Kriminalität wie bei Kaffeefahrten und Drückerkolonnen (Ziel etwa Zeitschriften-Abonnement), wobei eine Gewinnzusage eventuell einklagbar ist. Zum Teil zielt der Trick auf Mehrwertdienstmissbrauch. Um Vorschussbetrug handelt es sich, wenn bevorzugt ein angeblicher Rechtsanwalt oder Notar eigene oder andere „Bearbeitungsgebühren“, Zollgebühren, Steuern oder Transport- oder Versicherungskosten als Voraussetzung für die Auszahlung eines Geldgewinns oder anderweitiges Zukommenlassen fordert. Gewinnanrufe kommen aus Callcentern vor allem in der Türkei, verschleiert durch Spoofing.

### Gutschriftbetrug
In einer ähnlichen Betrugsform geben sich die Betrüger als Mitarbeiter von Microsoft oder anderen Tech-Unternehmen aus. In einem ersten Schritt versprechen die Betrüger eine Gutschrift von ihrem jeweiligen Unternehmen. Die Gutschrift soll direkt auf das Bankkonto des Opfers übertragen werden. Unter diesem Vorwand wird eine Verbindung zum Computer des Opfers, über Programme wie TeamViewer Remote, hergestellt. Im nächsten Schritt soll das Opfer das eigene Online-Banking öffnen. Der Betrüger überweist dann Geld zwischen einem Tagesgeldkonto und dem Girokonto, wobei das geringere Guthaben auf dem Sparkonto durch lokale HTML-Änderungen verschleiert wird. Der Betrüger behauptet dann, er habe zu viel Gutschrift überwiesen (z. B. 4.000 Euro anstatt 400 Euro). Über emotionale Manipulation wird das Opfer dann dazu bewegt den fiktiv überhöhten Betrag mittels Gutscheinkarten (zum Beispiel von Google, Amazon oder Steam) zurück zu übermitteln. In Wahrheit floss jedoch gar kein Geld vom Betrüger zum Opfer, sondern es wurden nur Kontobewegungen auf dem Bankkonto des Opfers vorgenommen.

## Betrogene Betrüger („Scam Baiting“)
Im Internet hat sich mit dem Scam Baiting (sinngemäß Betrüger ködern) eine Gegenbewegung zu dieser Form des Betrugs herausgebildet. Hierbei wird in der Regel versucht, die Vorschussbetrüger (Scammer) selbst zu „betrügen“. Dabei geht der Scam Baiter zum Schein auf die Forderung des Scammers ein, erfindet aber selbst eine Geschichte, die den Scammer veranlassen soll, auf seine eigene Gier hereinzufallen. Gute Scam Baiter können die Betrüger sogar dazu überreden, selbst Vorleistungen zu erbringen oder an einem Treffen teilzunehmen. Tatsächlich gelingt dies selten, zum Sport hat es sich jedoch entwickelt, vom Scammer als Beweis, dass es ihn gibt, Selbstporträts zu verlangen, auf denen der Scammer oftmals in einer lächerlichen Situation erscheinen soll oder Schilder mit – ihm meist unverständlichen – Obszönitäten zeigt.
Sinn des Scam Baiting ist es zunächst, die Scammer zu ärgern bzw. deren Zeit durch stundenlange Hinhaltetaktiken zu verschwenden und die Scammer damit von einer Fortsetzung ihres Tuns abzuhalten. Zu diesem Zweck imitieren die Scam Baiter meist vulnerable Bevölkerungsgruppen, wie alte Damen.
Manchmal können darüber hinaus auch wichtige Informationen an die Ermittlungsbehörden weitergegeben werden, da die Scam Baiter, im Gegensatz zu den üblichen Opfern der Scammer, den Betrügern meist technisch stark überlegen sind. Virtuelle Maschinen und VPNs gehören dabei zu den Standardausstattungen der Scam Baiter. Trotzdem besteht das Risiko, selbst Opfer einer Racheaktion zu werden oder sich strafbar zu machen.
Bekannt wurde um 2002 ein umfangreicher Mailwechsel, in dem sich ein philippinischer Empfänger einer Scam-Mail nicht nur zum Schein auf den Handel einließ, sondern dem Absender noch weitaus mehr bis hin zur Adoption anbot, worauf dieser eine symbolische Vorauszahlung von 3 Dollar leistete und anschließend bloßgestellt und der Polizei übergeben wurde, da er während seiner Versuche, seinerseits die erwartete Zahlung zu empfangen, seine Mobiltelefonnummer offengelegt hatte.

## Schutz
Das deutsche Bundeskriminalamt rät, derartige E-Mails oder Sonstiges nicht zu beantworten und keine Kontakte mit den Beteiligten aufzunehmen. Weitere Hinweise gibt die Polizei-Beratung. Die Täter setzen darauf, dass ihr Opfer sie aus Scham oder Angst um seinen guten Ruf (z. B. in der Geschäftswelt) nicht anzeigt. Auch schrecken manche Opfer vor einer Anzeige zurück, weil sie sich vom Täter zu einem nicht ganz legalen Vorgehen haben verleiten lassen und daher ihrerseits Strafe befürchten. Trotzdem ist eine Anzeige unbedingt anzuraten, auch um weitere Opfer verhindern zu helfen.

## Thema in Belletristik und Spielfilmen
- Winterreise, Film von Hans Steinbichler mit Josef Bierbichler, Sibel Kekilli und Hanna Schygulla (2006)
- I Do Not Come to You by Chance (deutsch als Die meerblauen Schuhe meines Onkels Cash Daddy), Roman von Adaobi Tricia Nwaubani (2009)